# 山岡裕明
山岡 裕明（やまおか ひろあき、1971年9月25日 - ）は、NHKのチーフアナウンサー、ディレクター。

## 人物
東京都杉並区生まれ、千葉県柏市出身。啓明学園高等学校、慶應義塾大学卒業後、1994年入局。好きな食べ物は玄米ご飯、納豆、刺身、煮物。現在はラジオセンターに所属し、「ラジオ深夜便」制作班に所属している。

## 担当番組・業務
☆は担当中。
福井放送局時代
- イブニングネットワークふくい
- 福井県のニュース・中継・リポート

山形放送局時代
- ズーム・アップ東北
- その時歴史が動いた 上杉鷹山 ふたたびの財政改革（2001年9月5日）
- ひるどき日本列島（2000年6月）
- たべもの新世紀 めざせ!環境にやさしい野菜づくり～山形県長井市～（2001年10月28日）
- 山形県のニュース・中継・リポート

松山放送局時代
- たべもの新世紀 海峡に咲く花 桜鯛 （愛媛県今治市）
- おはようえひめ（キャスター）
- おはよう四国 （キャスター）
- 愛媛県・四国地方のニュース

大阪放送局時代
- NHKニュースおはよう関西（2008年4月 - 2009年3月）
- 関西のニュース

岡山放送局時代
- 岡山県のニュース・中継・リポート
- 岡山ニュース845（不定期）
- おはよう岡山（不定期）
- 岡山ニュースもぎたて!（編集責任者）
- ひるまえ直送便・岡山（編集責任者）
- 放送部副部長
- 岡山放送局制作番組の編集責任者

ラジオセンター時代（1度目）
- ディレクター業務
- ここはふるさと旅するラジオ・旅ラジ（ディレクター兼金曜日のセレクション放送進行アナウンサー）

福島放送局時代
- 福島県のニュース・中継・リポート
- こでらんに5（パーソナリティー、不定期）
- はまなかあいづTODAY（不定期・吾妻謙 、芳賀健太郎のキャスター代行など）
- おはようふくしま（不定期）
- NHKニュース845ふくしま（不定期）

ラジオセンター時代（2度目）
- ディレクター業務

名古屋放送局時代
- ☆東海3県・東海北陸のニュース
- ☆ニュース845東海（宿直勤務時）
- ☆緊急報道（名古屋放送局発）
- ☆デスク業務